# گشایش باز
گشایش باز به دسته‌ای از گشایش شطرنج گفته می‌شود که سفید بازی را با حرکت e4 آغاز کرده و سیاه با حرکت e5 به آن پاسخ می‌دهد.